# Skogaholms stångjärnshammare

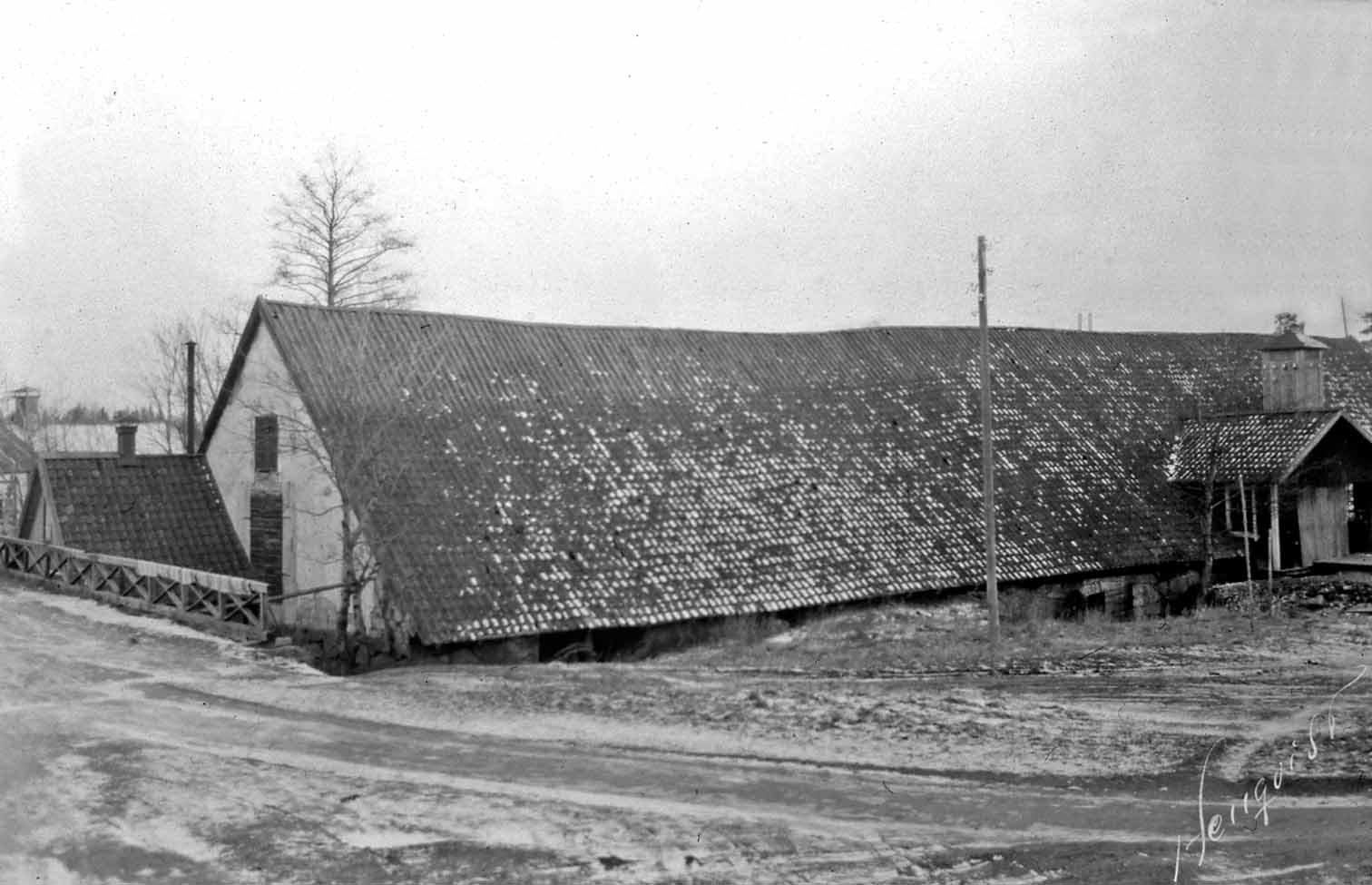
Byggnad för Skogaholms stångjärnshammare omkring 1925

Fornlämningen Skoga hammar eller Skogaholms stångjärnshammare var en hammare som ingick i Skogaholms bruks verksamhet, numera är det en ruin som klassas som ett fornminne. Ett sentida 95 meter långt turbinrör i trä sträcker sig över Skogaån mellan dammluckan och kraftverket Smedjefallet strax utanför västra delen av området där Skyllbergs bruk producerar elkraft. Området omfattar den högra röda markeringen på kartan över Skogaholm.

1641 ingav Zacharias Andersson en ansökan om att få anlägga en stångjärnssmedja, som gavs namnet Skoga stångjärnshammare vid ett litet vattenfall i Skoga ström i Skogaholm, när bruket såldes 1645 byggde den nya ägaren krigskommissarien Simon Rosenberg en ny stångjärnshammare, Carlshammaren i Svennevadsån öster om Skogasjön. Se karta över Skogaholms bruk. Ungefär samtidigt anlades även en knipphammare på Skogaåns norra sida vid Skogaholm, av knipphammaren finns inga kända lämningar bevarade. På den norra sidan av ån tillkom senare ett mejeri, en såg, och en spiksmedja. Vare sig sågen eller mejeriet har lämnat några spår i området. 

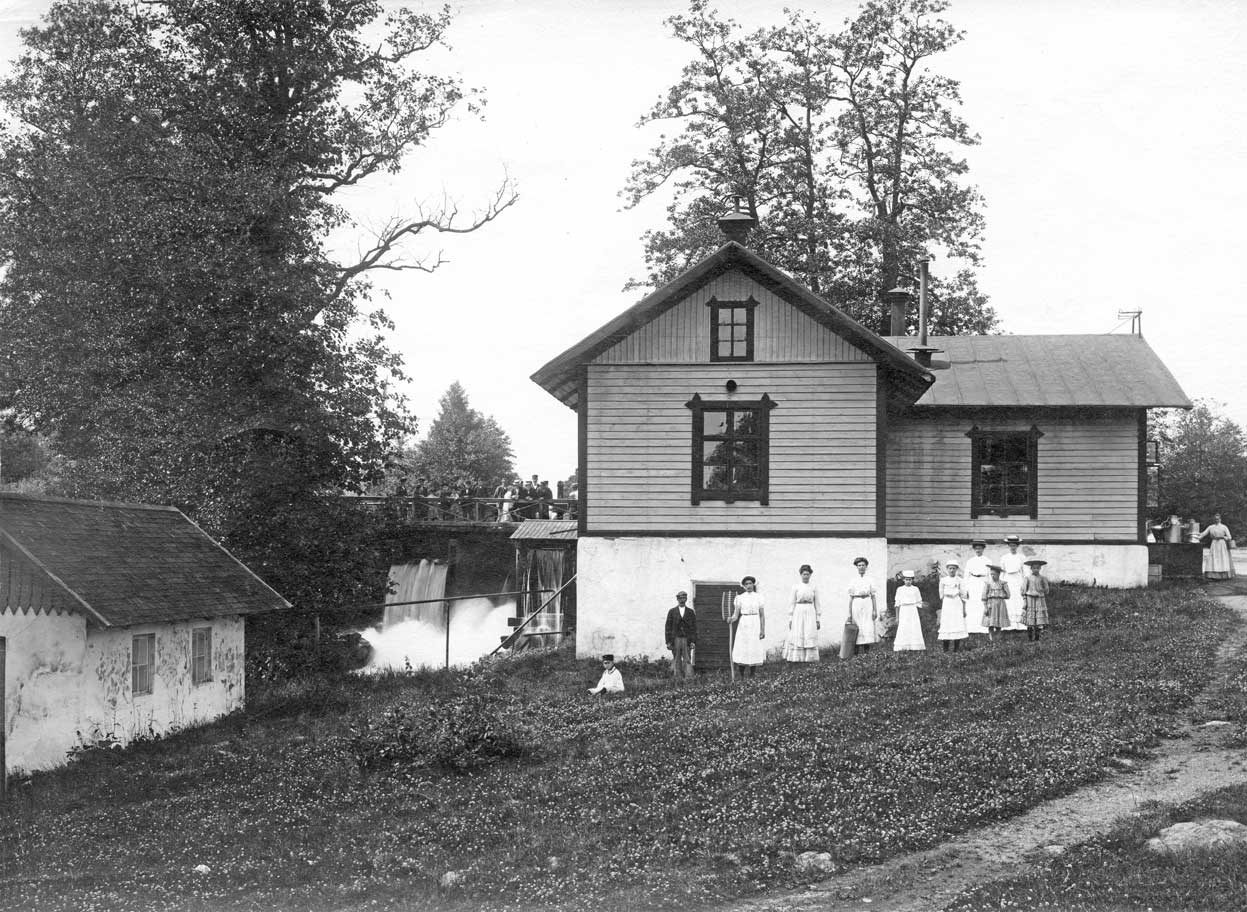
Det numera rivna mejeriet.

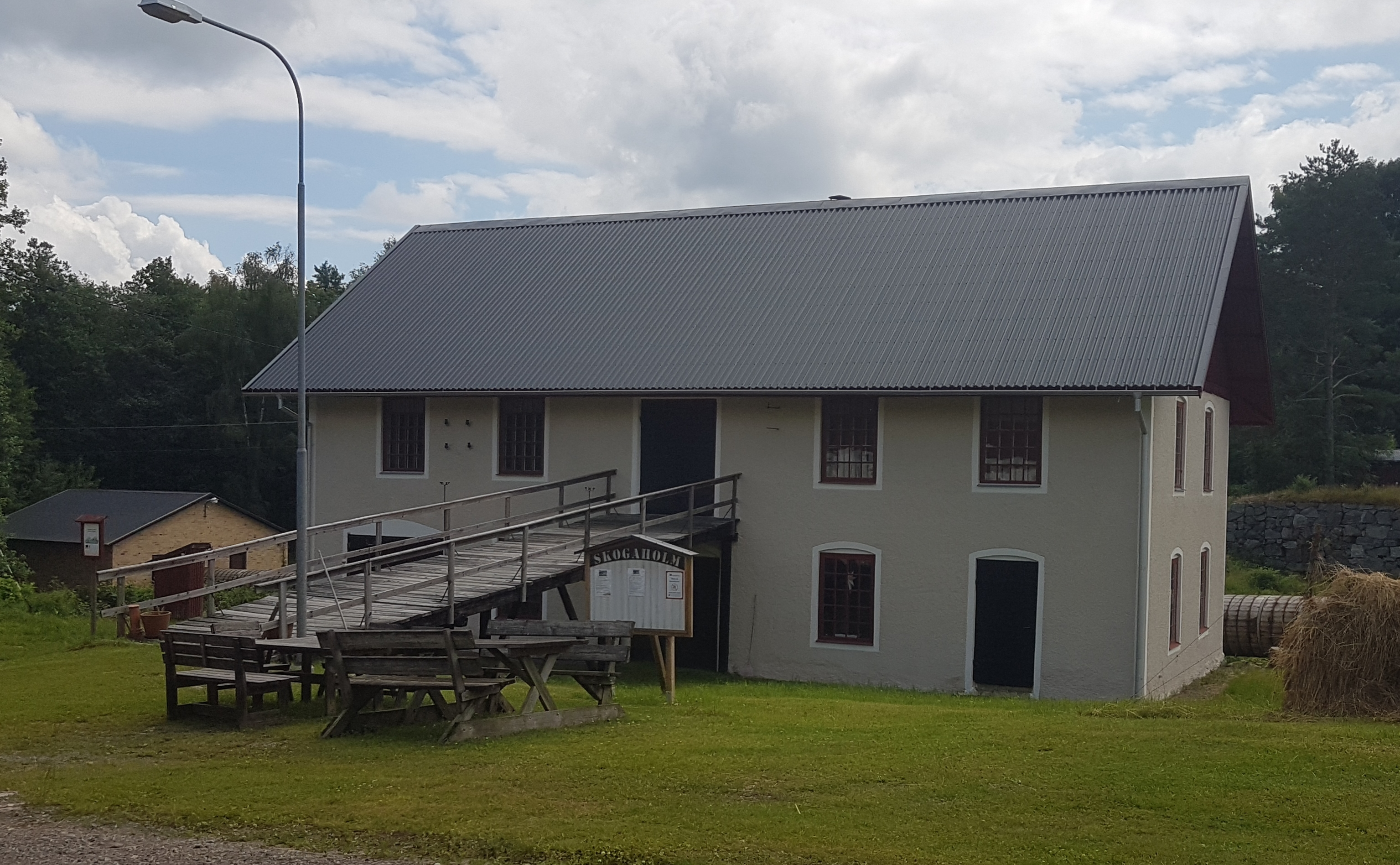
Den renoverade Handsmedjan och Skogaholm Fritidsförenings klubblokal.

Kvar finns en byggnad som tidigare användes som spiksmedja och idag används av Skogaholm Fritidsförening dels som en kombinerad föreningslokal och utställningslokal samt en hantverkssmedja. Under 1798 lät inspektor A. Wahlenberg flytta Carlshammaren upp till själva bruksområdet i Skogaholm, där en ny stor stångjärnssmedja tillkom på Skogaåns södra sida. 
En tredje stångjärnshammare tillkom 1837. Driften vid stångjärnshammaren upphörde 1910 och lokalerna revs på 1930-talet. En minnesskylt placerades i ruinen 1980 av Närkes skogskarlar. Bild På minnesskylt i slutet av artikel.
Ferdinand Boberg besökte Skogaholms stångjärnshammare och Skogaholms herrgård 1923 vilket resulterade i ett flertal teckningar.

## Stångjärnshammarruinen[4]
Inom ett 50 x 75 meter stort område i nordväst-sydöstlig riktning vid Skogaån i Skogaholm finns lämningar efter en hammarsmedjegrund, en dammvall och två övriga lämningar i form av ett fundament samt en hjulgrav.

Hammarruinen är omkring 50 x 25 meter med 1 till 3 meter höga och 1 meter tjocka kallmurade väggar lokaliserade i nordväst-sydöst riktning.

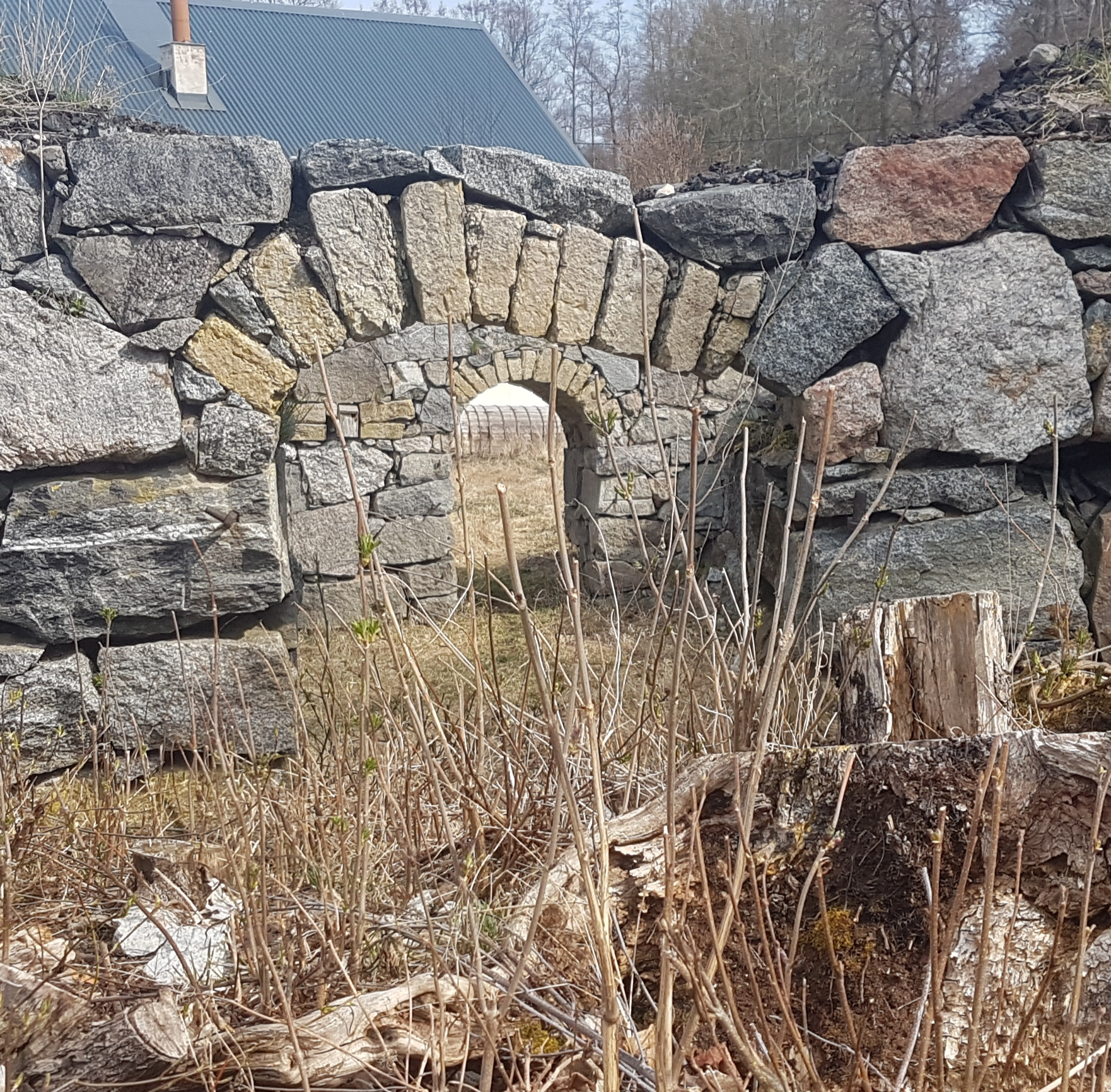
Två bevarade valvportaler i hammarruinen.

Det finns två ingångar med bevarad valvslagen överdel, två valvslagna överdelar raserades i samband med rivningen och mittstenen från det ena valvslaget med text återfinns idag på Tekniska museet i Stockholm. Inom ruinen finns en sentida faluröd träbyggnad.
Huvudingången med den raserade portalen och stenen från Tekniska museet finns på bild i slutet av artikel.
Dammvallen som är belägen i nordnordöst-sydsydvästlig riktning är omkring 50 lång och 10 meter bred samt 3 meter hög med en bilväg på vallens krön. På nedströmssidan i sydöstlig riktning är vallen kallmurad med 4-6 oregelbundna skift av 0,3-1,1 meter stora huggna naturstenar. En 3 meter bred igenmurad dammöppning syns i linje med hammarsmedjans nordöstra långsida. I öster längs med Smedjedammens norra kant utanför det markerade området finns en cirka 60 meter lång gjuten cementvall.
Nedströms den befintliga dammöppning löper ett kallmurat fundament 8 x 2 meter i nordväst-sydöstlig riktning som är omkring 2 meter högt, detta är antingen en lämning efter en del av en husgrund eller ett bärande fundament till en vattenränna för ett vattenhjul. 
40 m sydöst om fundament finns en hjulgrav på norra sidan av vattendraget. Fundamentet och hjulgraven är i linje med varandra. Hjulgraven utgörs av en stenmur vid strandkant med ett fundament som mäter 1,5 x 8 meter i nordväst-sydöstlig riktning.  Hjulgravens bredd är 2 m. Inom hela detta området är vattendraget delvis stensatt.

## Bilder

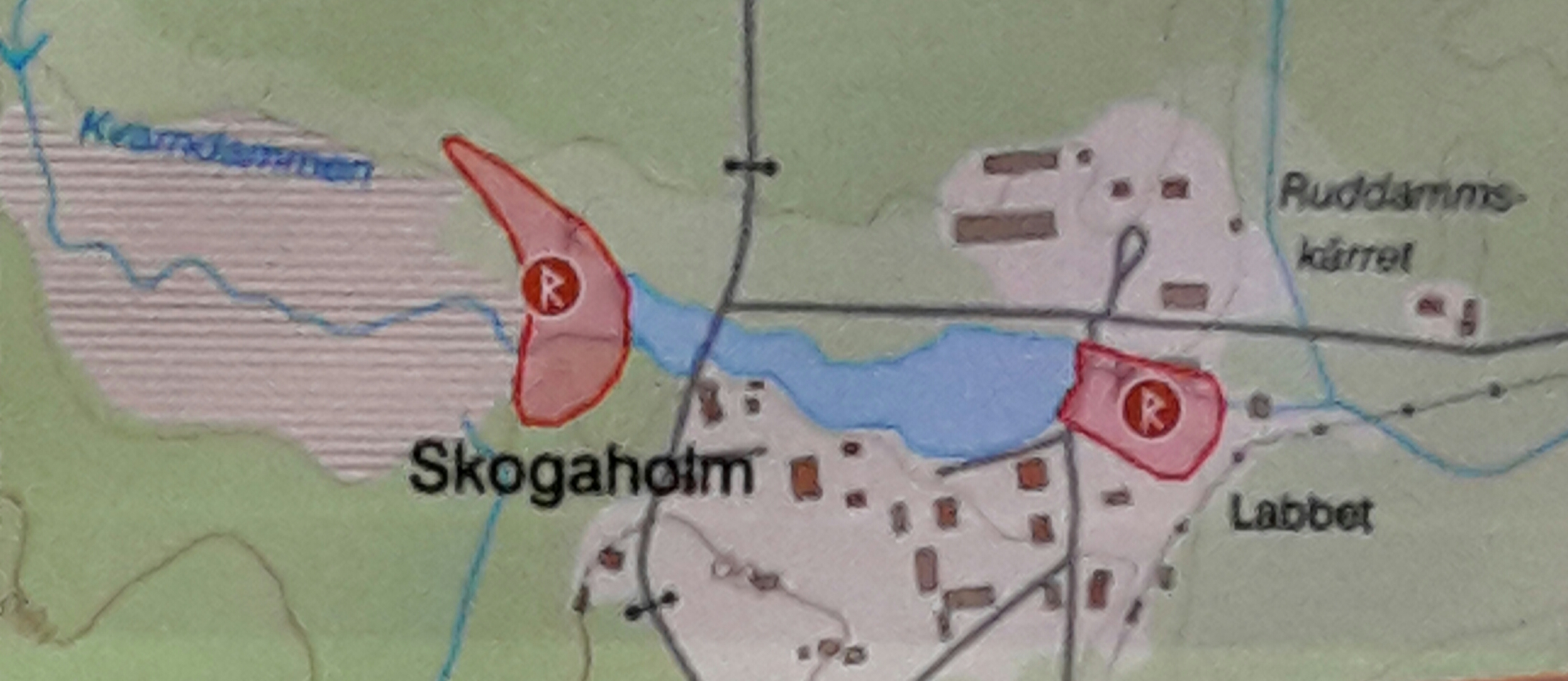
Det högra rödmarkerade området visar Skoga hammars utbredning i Skogaholm.
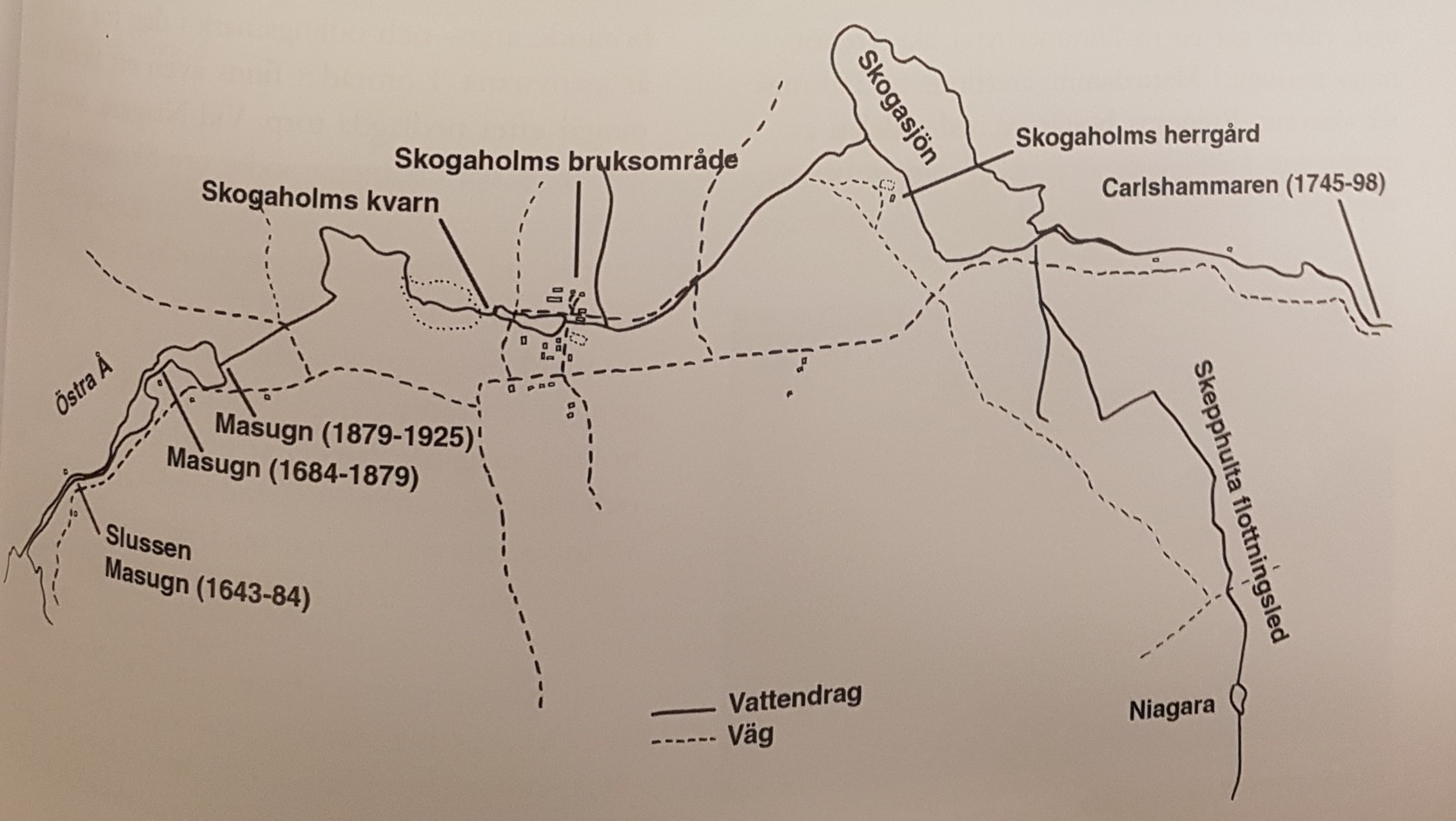
Karta som visar de olika delarna av Skogaholms bruk, Hammarsmedjan, Skepphultaskogen Masugnen/Sågverket och Skogaholms kvarn.
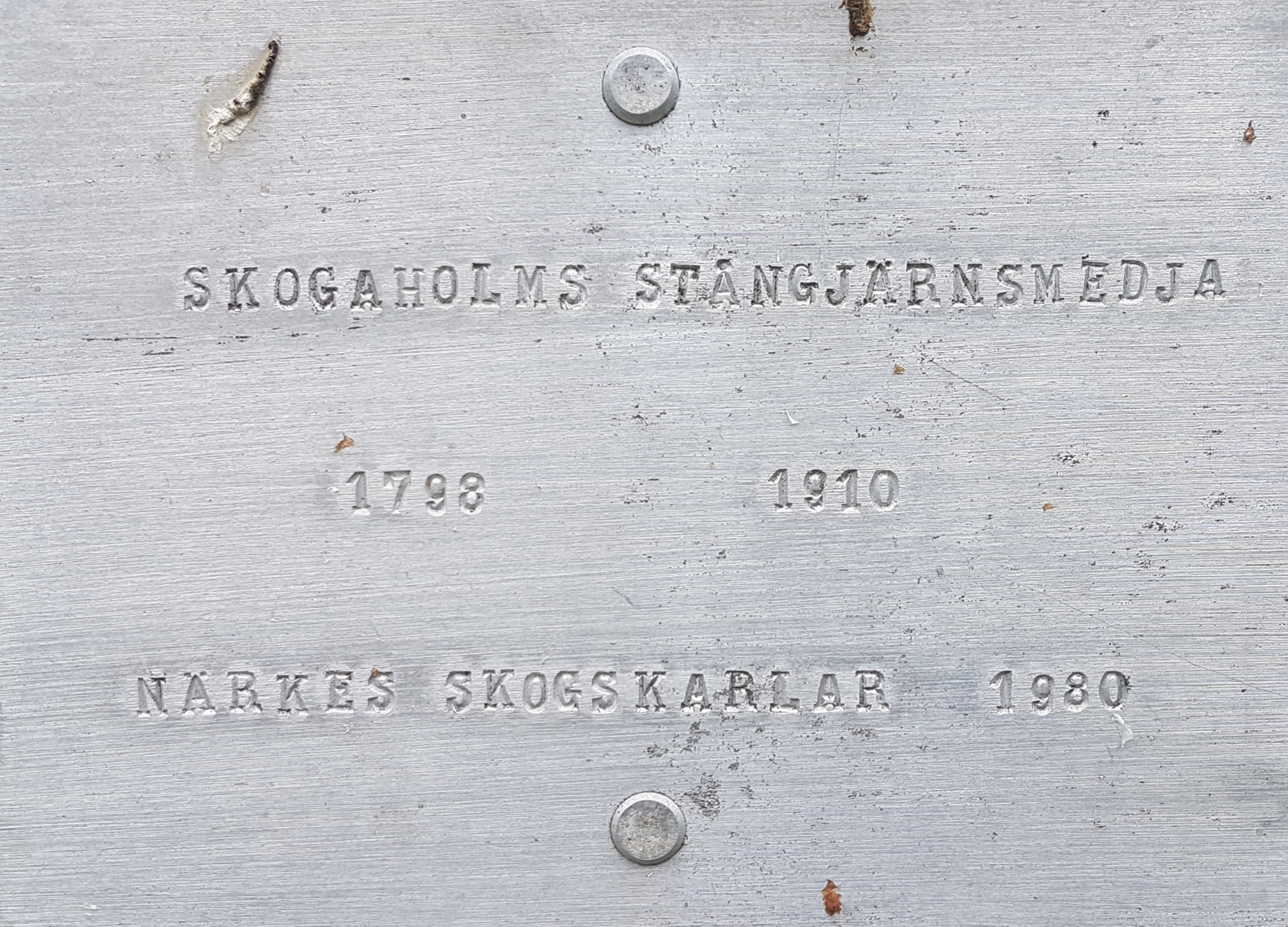
Minnesskylt uppsatt av Närkes Skogskarlar 1980
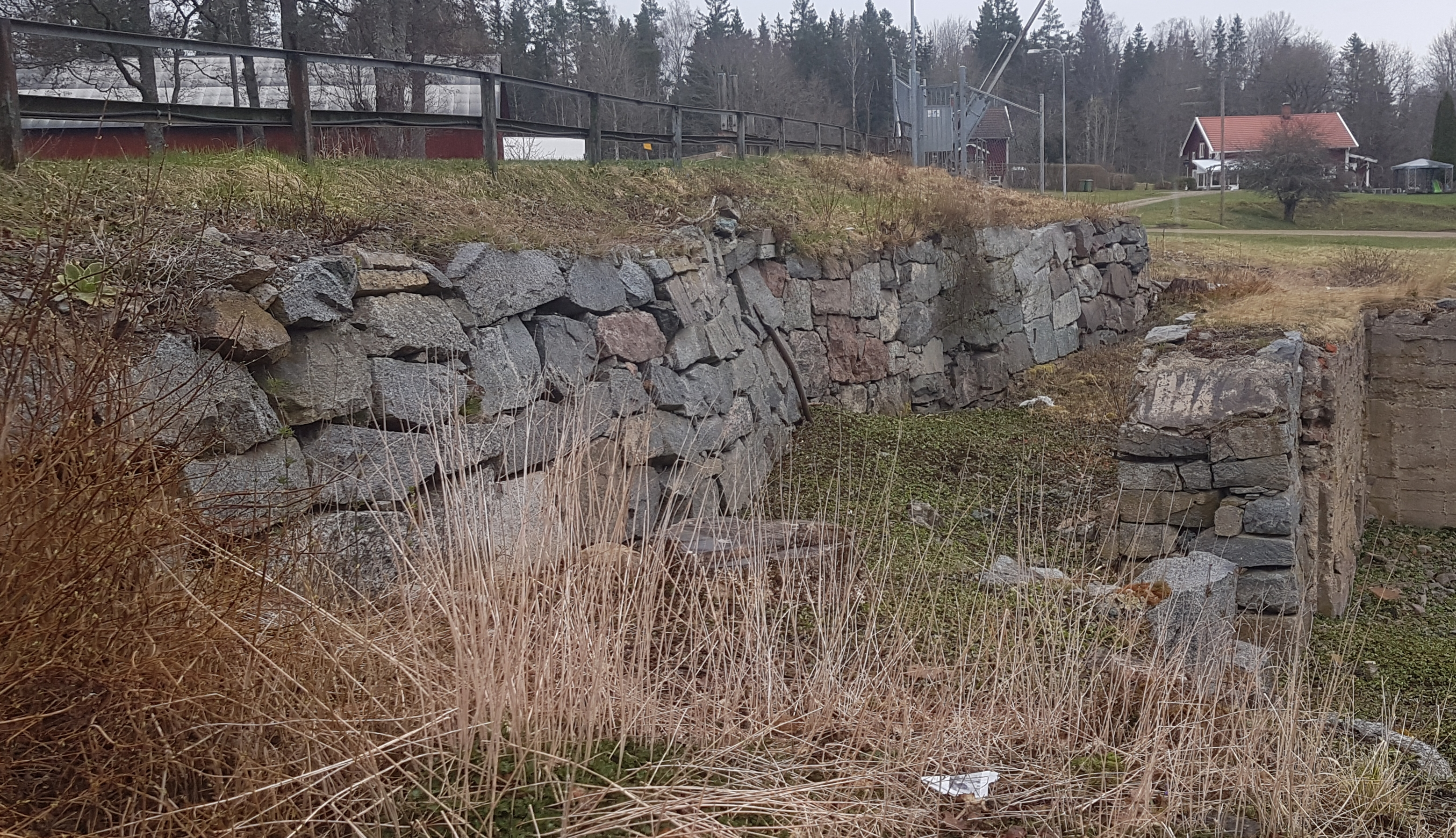
Dammvallen med östra väggen av smedjan
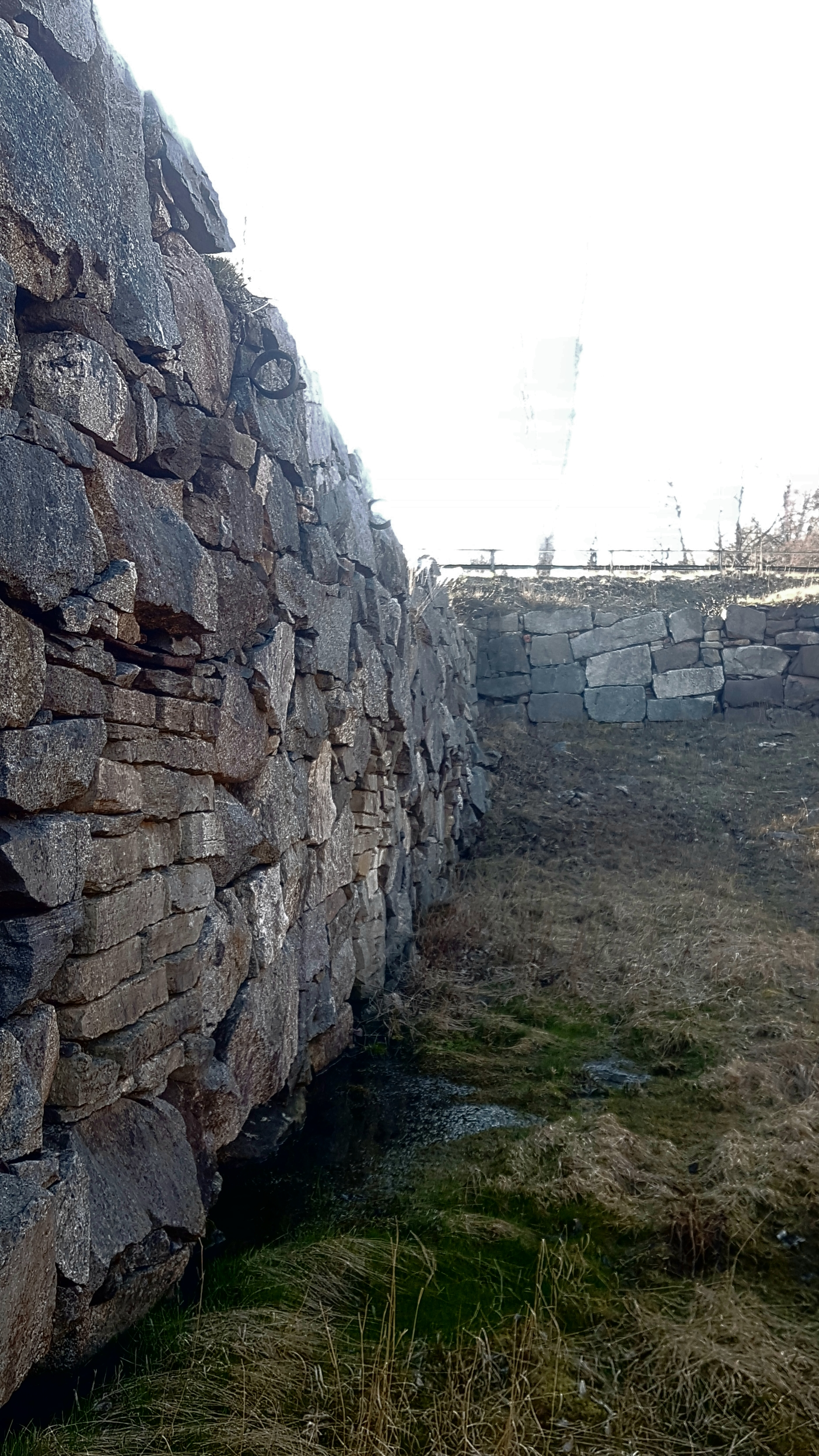
Utsidan av norra väggen av stångjärnshammarbyggnaden.
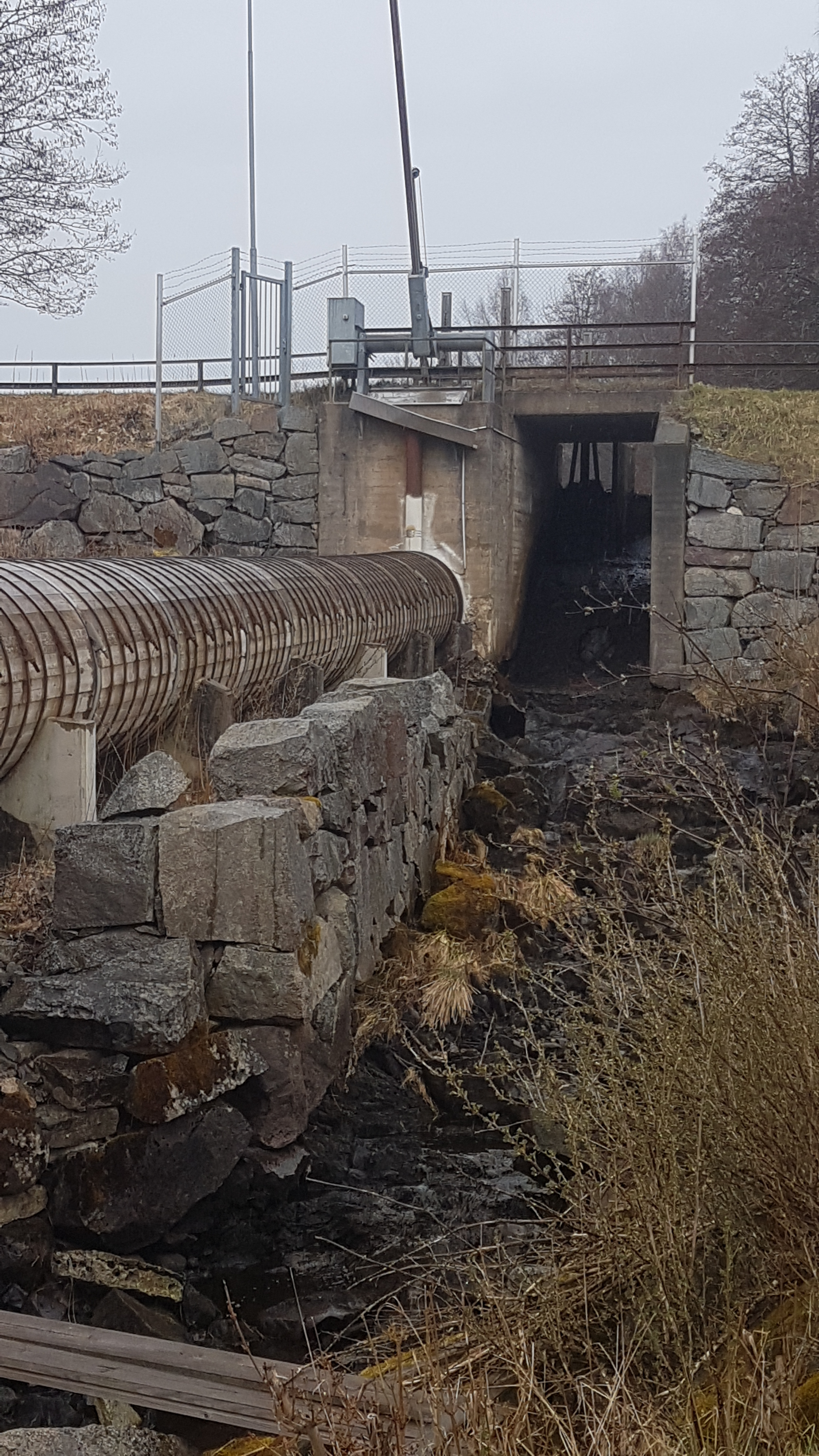
Troligen ett fundament för en vattenränna.
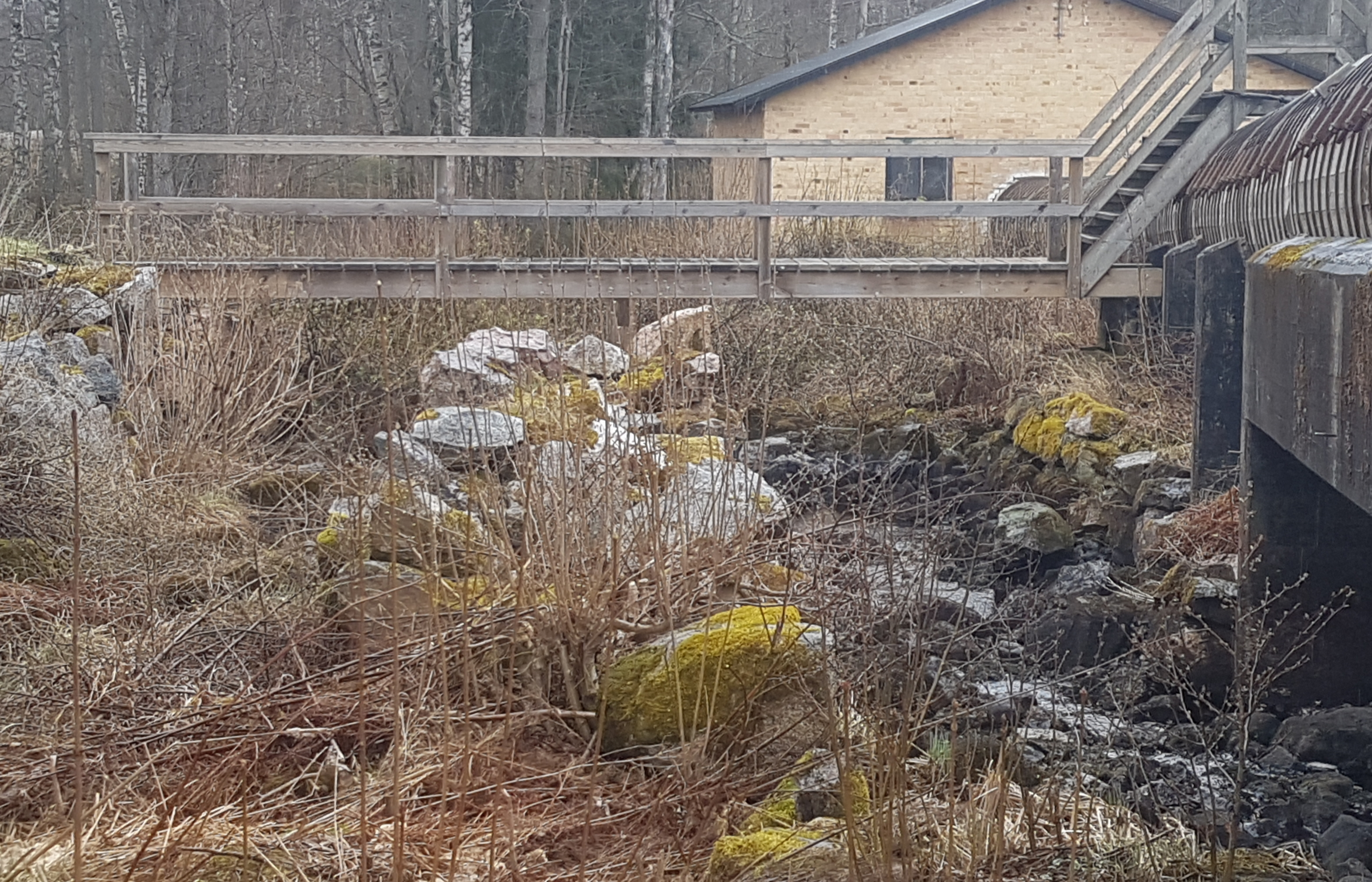
Hjulgrav vid Skogaån cirka 50 meter väster om Smedjedammen.
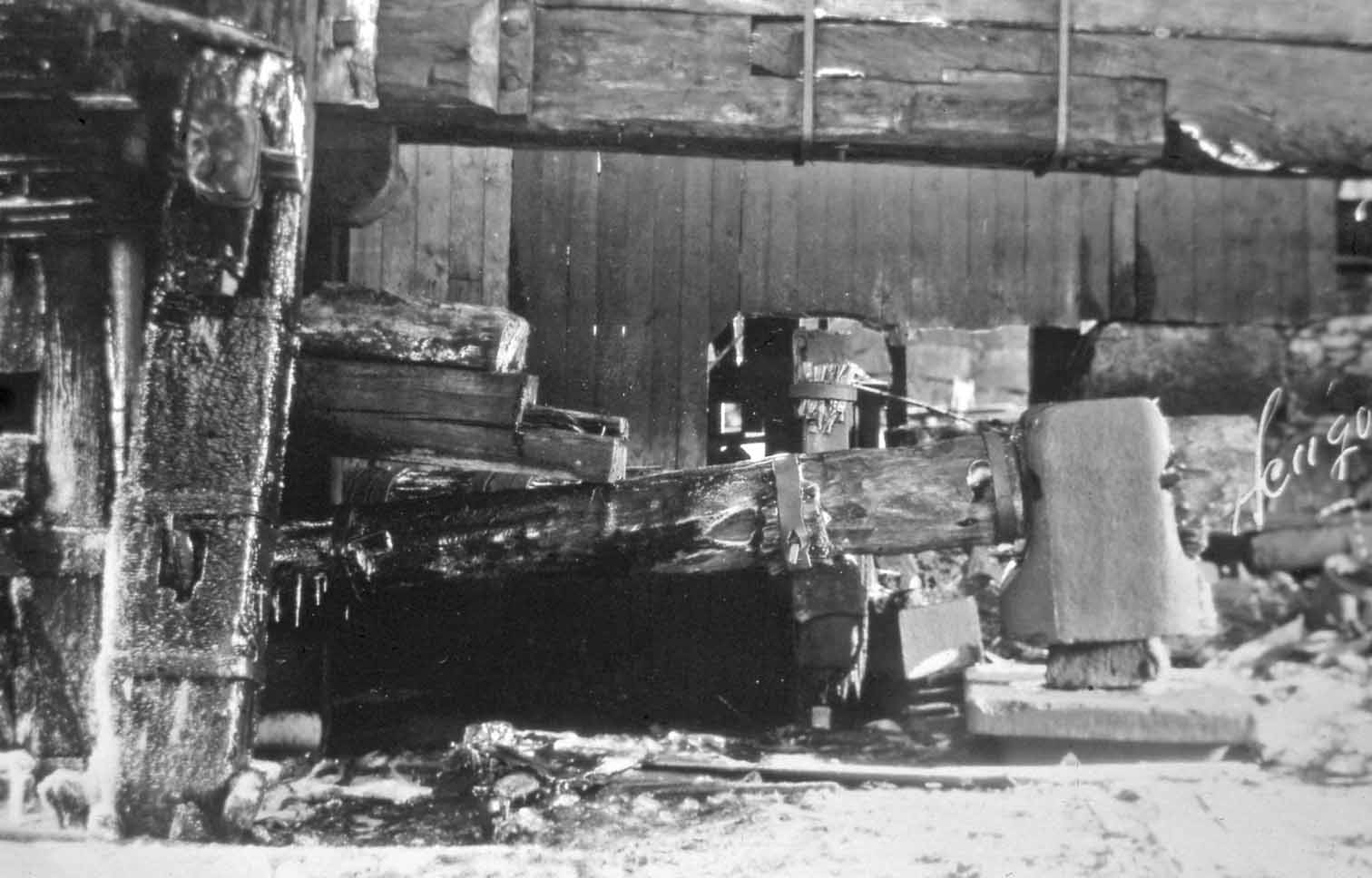
Stångjärnshammaren enligt ett fotografi.
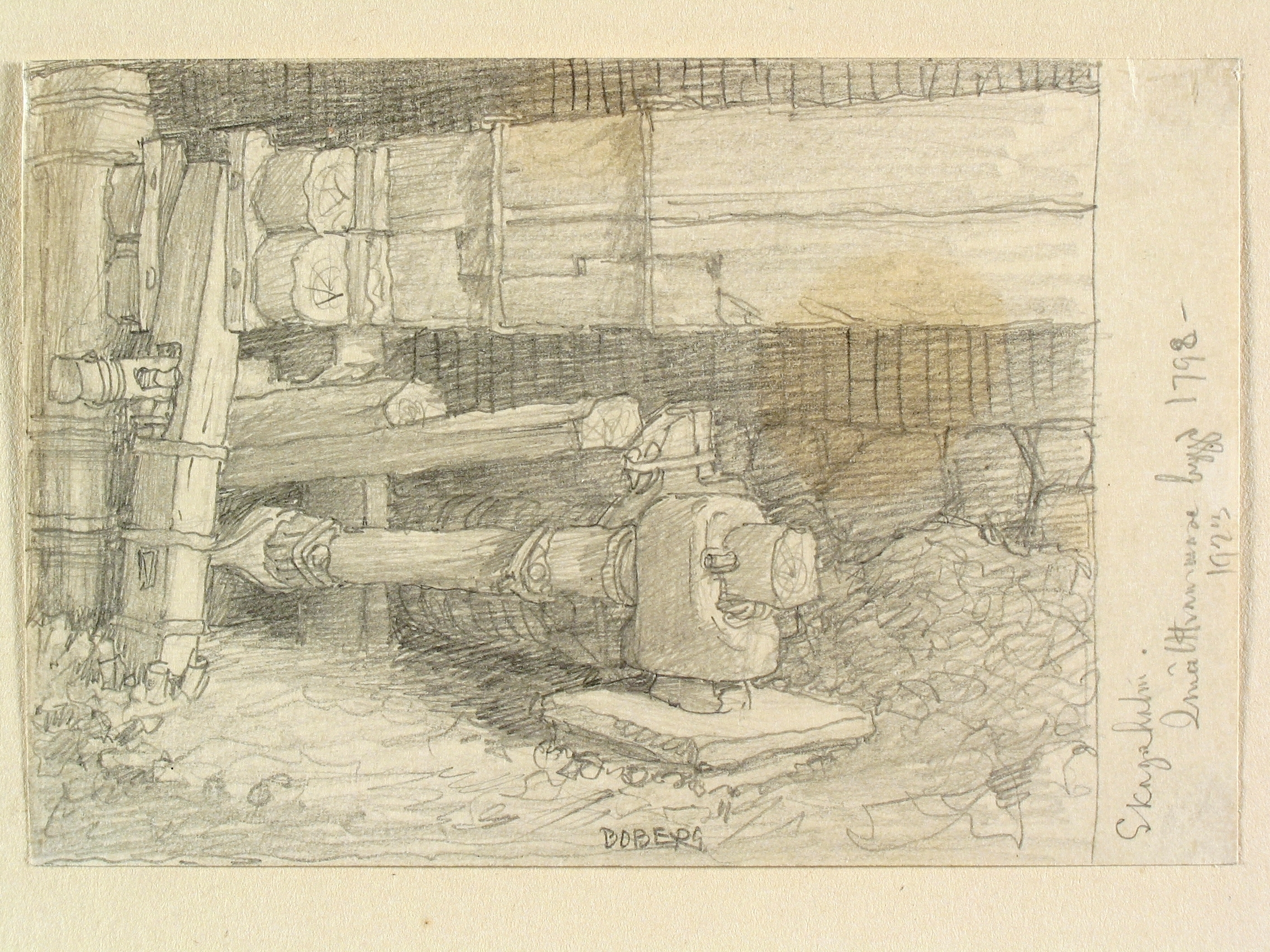
Stångjärnshammaren som Ferdinand Boberg tolkade den.
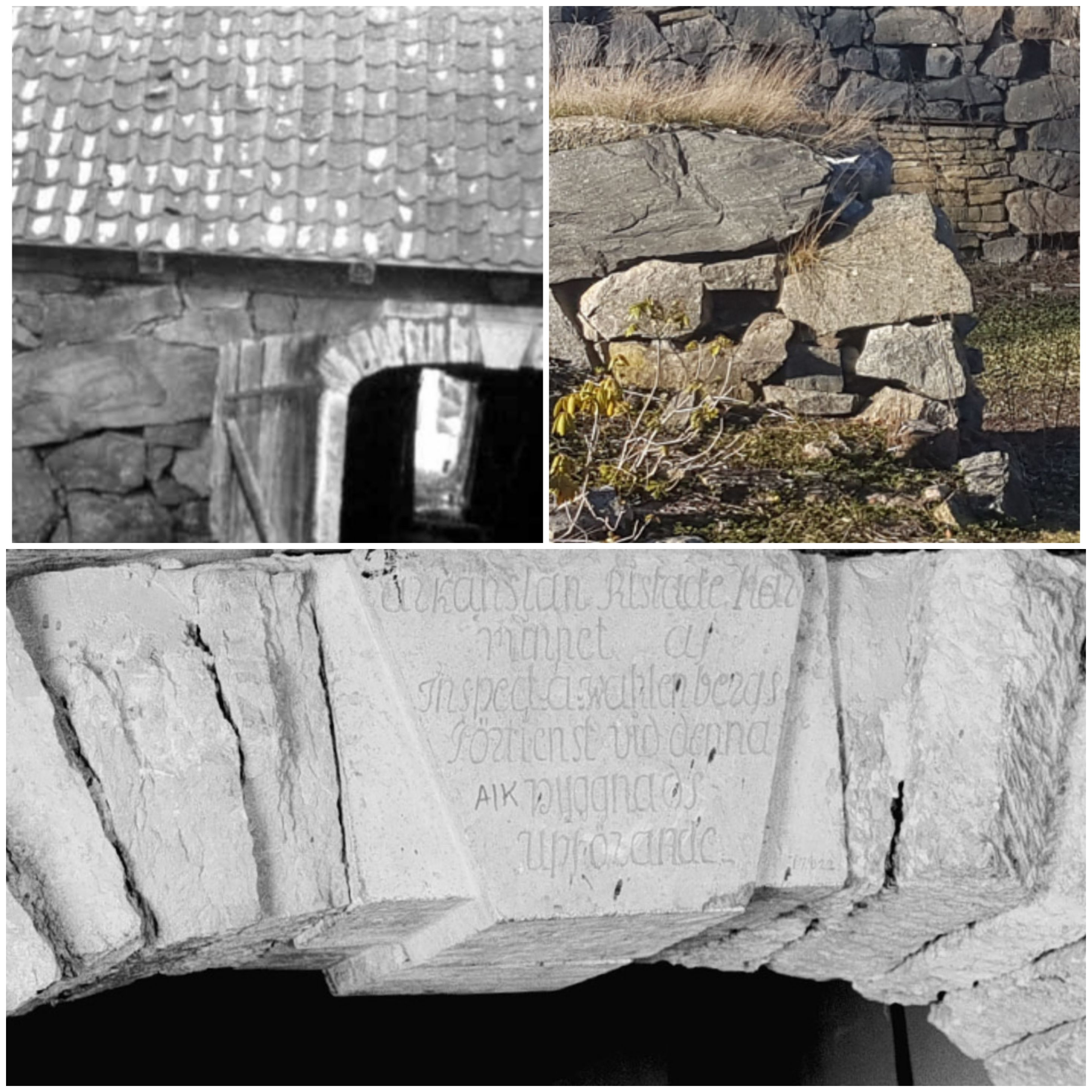
Huvudingång före rivningen med valvet kvar och en bild efter rivningen från 2023.